# 池田みち子
池田 みち子（いけだ みちこ、1914年4月10日 - 2008年1月7日）は、京都府出身の日本の作家。

## 人物
日本大学芸術科卒業後、日本写真公社に勤務する傍ら『三田文学』などで小説を書き始め、1940年（昭和15年）には「上海」で第11回芥川賞候補となった。戦後は作家専業となり、女の性を赤裸々に描いた1950年（昭和25年）の「醜婦伝」で注目され、中間小説を多数執筆。「肉体派の風俗作家」と呼ばれる。1981年（昭和56年）、『無縁仏』で平林たい子文学賞を受賞。1982年（昭和57年）の『生きる』は翌年、NHKのドラマ人間模様でドラマ化された。

## 著書
- 『女学生』偕成社 1950
- 『姦通夫人』東京文庫 1951
- 『母の面影』偕成社 1953
- 『人妻の危機』紫書房 1953
- 『危険な関係』東方社 1954
- 『東京の貞操』東方社 1954
- 『花開く乙女達』東方社 1955
- 『桃色横丁』東方社 1955
- 『女の放蕩』鱒書房・コバルト新書 1955
- 『たそがれの女体』東方社 1955
- 『時代の貞操』東方社 1955
- 『汚された思春期』東方社 1955
- 『泥沼の女』東方社 1955
- 『老嬢クラブ』東方社 1955
- 『妻の部屋』東方社 1955
- 『希望の丘』偕成社 1955
- 『忘れられた女』東方社 1956
- 『女豹の群』東方社 1956
- 『情灯』虎書房 1957
- 『流れる女体』文芸評論新社 1958
- 『災過の芽』現代社 1958
- 『女と男と』アサヒ芸能出版 1959
- 『黒い手』筑摩書房 1960
- 『悪魔と天使の間』東方社 1961
- 『無籍者』現文社 1967
- 『山谷の女たち』現文社 1967
- 『無縁仏』作品社 1979
- 『生きる』新潮社 1982
- 『カインとその仲間たち』福武書店 1983
- 『夫婦の関係』新潮社 1985
- 『池田みち子の東海道中膝栗毛（わたしの古典）』集英社 1987　のち文庫
- 『年月の流れの底に』新潮社 1988